# Gustav Unfried
Gustav Unfried (24 marzo 1889 – 13 settembre 1917) è stato un calciatore tedesco, di ruolo centrocampista.